# NPB AWARDS
NPB AWARDS（エヌ・ピー・ビー・アワーズ）とは、日本野球機構の年間表彰式である。正式名称は「NPB AWARDS 20XX」。

## 概要
毎年11月に、各球団の主力選手が多数集まり、その年度におけるプロ野球リーグ戦の各タイトルを表彰する。
2000年より「日本プロ野球コンベンション20XX」として毎年開催。2004年までは機構から招待された関係者のみに公開されたが、2005年は、ベストプレーヤーマッチを翌日に控えた札幌ドームにて関係者に加えて初めてファンも招待され、合わせてファン感謝イベントも行われた。
2006年は11月14日にWBC祝勝会も合わせて新高輪プリンスホテル「飛天」で開催された。
2009年と2010年は赤坂サカスで開催。年間表彰式は赤坂BLITZで行われた。また、サカス広場にはレッドカーペットも敷かれ、集まった多くのファンの前で選手らがレッドカーペットウォークを披露するのも名物となった。
2013年からはドレスコードを設けることとなった。選手のユニフォームだけでなく、マスコミ関係者や観客までドレスコードを設ける徹底ぶりである。
2014年から名称を「NPB AWARDS」に変更、大正製薬の協賛となりタイトルも「NPB AWARDS 20XX supported by リポビタンD」として開催。なお2014年はプロ野球80周年を記念し、通年の表彰のほか、侍ジャパン各世代8チームの監督揃い踏みや「80周年ベストナイン」の表彰といった特別企画も行われた。
2017年からは一般入場が完全有料制となり、ローチケで独占販売、完全入れ替え制となっている。

## 表彰される賞
公式記録表彰
（☆はイースタン・リーグおよびウエスタン・リーグも表彰対象）
- 投手部門
  - 最優秀防御率☆
  - 最多勝利☆
  - 最多奪三振
  - 最高勝率☆
  - 最多セーブ投手☆
  - 最優秀中継ぎ投手
- 打者部門
  - 首位打者☆
  - 最多本塁打☆
  - 最多打点☆
  - 最多盗塁☆
  - 最高出塁率☆
  - 最多安打

記者投票表彰
- 最優秀選手
- 最優秀新人
- ベストナイン

最優秀選手と最優秀新人は表彰式内で発表されている。
特別表彰
- コミッショナー特別表彰
- 会長特別表彰
- 正力松太郎賞
- 沢村栄治賞
- スピードアップ賞
- スカパー! サヨナラ賞

## 会場
- 2000年 不明
- 2001年 東京都内のホテル
- 2002年 名古屋市内のホテル
- 2003年 福岡市内のホテル
- 2004年 東京都内のホテル
- 2005年 札幌ドーム
- 2006年 新高輪プリンスホテル
- 2007年 JALリゾートシーホークホテル福岡
- 2008年 グランドプリンスホテル新高輪
- 2009年〜2010年 赤坂サカス
- 2011年〜 グランドプリンスホテル新高輪

## 司会進行など

### 司会・進行
- 宮崎瑠依
- 新夕悦男（TBSアナウンサー） - 第2部（夜の部）担当
- 熊谷龍一 - 第1部（昼の部）担当

過去
- 徳光和夫（ - 2014年まで）
- 初田啓介（TBSアナウンサー）

### インタビュアー
- 熊谷龍一
- 熊崎風斗（TBSアナウンサー）

## テレビ放送
- J SPORTS（BSデジタル放送およびCS放送スカパー!、ケーブルテレビ、ひかりTV）では毎年、生中継で放送されている（当日深夜および後日再放送あり）。なお、2014年までは夜の部のみ生中継し、昼の部にあたるファーム表彰式はダイジェストのみ放送していたが、2015年からはファーム表彰式も生中継されている。
- BS-TBS（BSデジタル放送）でも、当日夜にディレイ放送されている。2017年までは19:00 - 20:54の枠で放送していたが、2018年からは平日19:30 - 20:54に報道番組『報道1930』放送の関係上、21:00 - 22:54の枠での放送となっている。2019年からはBS-TBS 4Kでも放送される。しかし2020年以降は23時台に1時間のダイジェスト放送。
- また、スカイA（スカパー!、ケーブルテレビ、ひかりTV）でも毎年12月末に録画にて放送されている（かつてはスカイ・Aで生中継されていた）。

### 出演者
司会・進行は上述の通り。

#### 解説
J SPORTS
- 薮田安彦

BS-TBS（TBS解説者が出演）
- 槙原寛己

（過去）
- 川口和久

スカイ・A（過去）
（ABC解説者が出演）

#### 実況
BS-TBS（TBSアナウンサーが担当）
- 戸崎貴広
- 初田啓介
- 新夕悦男

#### 番組進行
J SPORTS
- 宮崎瑠依
- 薮田安彦

（過去）
- 深澤弘
- 金子奈緒
- 石原敬士
- 青島健太
- 森藤恵美
- 大寺かおり

スカイ・A（過去）
（ABCアナウンサーが担当）

#### リポーター
J SPORTS
（過去）
- ギャオス内藤
- 平原沖恵

BS-TBS（TBSアナウンサーが担当）
- 熊崎風斗

（過去）
- 古谷有美

スカイ・A（過去）
（ABCアナウンサーが担当）

## 備考
- 外国人選手が表彰される場合、たいていは帰国のため欠席する者が多い（球団関係者が代理で受け取る場合がある）が、2009年に出席したアレックス・ラミレス（セ・リーグMVP、当時巨人）[6]や2013年に出席のウラディミール・バレンティン（セ・リーグMVP、ヤクルト）、2017年に出席のデニス・サファテ（パ・リーグMVP、ソフトバンク）は、MVP受賞の喜びを英語でコメントした。
- 2018年のセ・リーグ特別表彰では、カムバック賞に選出された松坂大輔（中日）は当日欠席したが、本人によるビデオメッセージが流れた。

## 80周年ベストナイン
2014年にNPB80周年記念特別企画として、過去の表彰の中から、それぞれのポジションで最多受賞回数を記録している選手を「ベスト・オブ・ザ・ベストナイン」として選出した。
| 守備   | 選手名   | 在籍球団                         | 受賞 |
| ------ | -------- | -------------------------------- | ---- |
| 投手   | 別所毅彦 | 南海、巨人                       | 6    |
| 捕手   | 野村克也 | 南海、ロッテ、西武               | 19   |
| 一塁手 | 王貞治   | 巨人                             | 18   |
| 二塁手 | 千葉茂   | 巨人                             | 7    |
| 二塁手 | 高木守道 | 中日                             | 7    |
| 三塁手 | 長嶋茂雄 | 巨人                             | 17   |
| 遊撃手 | 吉田義男 | 阪神                             | 9    |
| 外野手 | 張本勲   | 東映→日拓→日本ハム、巨人、ロッテ | 16   |
| 外野手 | 山内一弘 | 毎日→大毎、阪神、広島            | 10   |
| 外野手 | 山本浩二 | 広島                             | 10   |
| 外野手 | 福本豊   | 阪急                             | 10   |